# Brachypogon artemis
Brachypogon artemis är en tvåvingeart som beskrevs av Debenham 1991. Brachypogon artemis ingår i släktet Brachypogon och familjen svidknott. Inga underarter finns listade i Catalogue of Life.